# Pothos kingii
Pothos kingii är en kallaväxtart som beskrevs av Joseph Dalton Hooker. Pothos kingii ingår i släktet Pothos och familjen kallaväxter. Inga underarter finns listade.